# Ana Ivanović
| jaar | rang enkelspel | rang dubbelspel |
| ---- | -------------- | --------------- |
| 2003 | 705            | –               |
| 2004 | 97             | –               |
| 2005 | 16             | 133             |
| 2006 | 14             | 52              |
| 2007 | 4              | 916             |
| 2008 | 5              | –               |
| 2009 | 22             | –               |
| 2010 | 17             | –               |
| 2011 | 22             | 160             |
| 2012 | 13             | –               |
| 2013 | 16             | –               |
| 2014 | 5              | 521             |
| 2015 | 16             | 574             |
| 2016 | 65             | 411             |

Ana Ivanović (Servisch: Ана Ивановић) (Belgrado, 6 november 1987) is een voormalig professioneel tennisspeelster uit Servië. Zij is rechtshandig en speelt met een tweehandige backhand.

## Jeugd
Ivanović begon met tennissen toen zij vijf jaar was nadat zij de sport voor het eerst op televisie had gezien. Zij was zo enthousiast over het spelletje dat zij haar ouders vroeg haar mee te nemen naar de lokale tennisvereniging, waarna zij een klein racket kreeg voor haar verjaardag. Haar grote voorbeeld is haar voormalig landgenote Monica Seles.

## Loopbaan

### 2003,2004
Ivanović bereikte in 2004 als juniore de finale van Wimbledon. Zij verloor de finale van de Oekraïense Kateryna Bondarenko met 4-6, 7-6, 2-6. Daarna maakte zij de overstap naar het professionele circuit, waar zij in korte tijd uitgroeide tot een wereldtopper. Haar internationale debuut maakte zij in 2003. In 2004 won zij reeds vier ITF-titels.

### 2005
Haar eerste WTA-toernooiwinst boekte Ivanović in 2005. Als kwalificante drong zij door tot het hoofdtoernooi van Canberra in Australië om vervolgens door te stoten naar de finale en deze te winnen. Na een halve finale in Warschau en een derde ronde in Rome haalde zij in Miami de kwartfinale door onder andere Nadja Petrova en Svetlana Koeznetsova te verslaan, waarna zij voor het eerst haar intrede maakte in de top 50, op nummer 37.
Tijdens Roland Garros 2005 versloeg zij de als derde geplaatste lokale favoriete Amélie Mauresmo voordat zij door Nadja Petrova in de kwartfinale werd uitgeschakeld. In datzelfde jaar bereikte zij nog de derde ronde op Wimbledon en Toronto en de halve finale in Zürich en Linz. Zij mocht het jaar afsluiten op nummer zestien.

### 2006
Uitschieter in 2006 was de toernooiwinst in Montréal (met winst tegen landgenote Jelena Janković, Dinara Safina en Martina Hingis). Verder bereikte zij de vierde ronde op Wimbledon en een achttal kwartfinales. Zij eindigde het jaar op nummer veertien.

### 2007
2007 betekende de definitieve doorbraak voor Ivanović. Na een finaleplaats in Tokio (verlies tegen Martina Hingis) en een zege in Berlijn – winst tegen de nummer vier Svetlana Koeznetsova – kwam zij op 14 mei 2007 voor het eerst de top tien binnen op nummer acht. Zij ging op haar elan verder op Roland Garros, waar zij in de kwartfinale opnieuw te sterk was voor de nummer drie Svetlana Koeznetsova, en in de halve finale in twee korte sets de nummer twee Maria Sjarapova naar huis stuurde. In haar eerste grandslamfinale moest zij met duidelijke cijfers haar meerdere erkennen in de nummer één Justine Henin.
Op Wimbledon 2007 ging zij er pas in de halve finale uit tegen Venus Williams, waarna zij op 9 juli 2007 de top vijf binnenkwam. In 2007 won zij nog twee toernooien, dat van Los Angeles na winst tegen Jelena Janković en Nadja Petrova, en dat van Luxemburg. In 2007 kon Ana Ivanović zich voor het eerst kwalificeren voor de WTA Tour Championships. Daar moest zij in de halve finale het onderspit delven tegen de latere winnares Justine Henin. Ivanović sloot het seizoen af als de nummer vier op de wereldranglijst (WTA-ranking).

### 2008
Begin 2008 leek Ivanović haar plaats binnen de top vijf alvast te bevestigen met een halve finale in Sydney (verlies tegen Justine Henin) en haar tweede grandslamfinale op de Australian Open. Daar nam zij de maat van onder anderen Venus Williams en Daniela Hantuchová, alvorens de zege te laten aan Maria Sjarapova.
Op Roland Garros 2008 was Ana Ivanović reekshoofd nummer twee en zij wist de finale (hoe dan ook tussen een Russin en een Servische speelster) voor de tweede maal te bereiken door haar landgenote Jelena Janković te verslaan met 6-4, 3-6, 6-4 op 5 juni. Zij won die finale op zaterdag 7 juni en dus de Coupe Suzanne Lenglen van dit toernooi door Dinara Safina (13e reekshoofd) in twee sets (6-4, 6-3) te verslaan. Het was haar allereerste grandslamzege.
Hierna ging het echter bergafwaarts met Ivanović. Zij sukkelde met een duimblessure en haar vorm nam daardoor dramatisch af. De blessure zorgde ervoor dat zij moest afzeggen voor het tennistoernooi op de Olympische Spelen, en ook dat zij vroegtijdig verloor in een reeks andere tennistoernooien, waaronder de twee laatste grandslamtoernooien van het jaar, Wimbledon en de US Open. Pas daarna, in oktober, ging het weer bergopwaarts met Ana Ivanović, toen zij in het toernooi van Zürich de halve finales wist te bereiken, met een nipt verlies tegen Venus Williams, en het toernooi van Linz zelfs op haar naam wist te schrijven, haar derde toernooizege in 2008.
Begin november nam Ana Ivanović deel aan de WTA Championships te Doha.

### 2009
Ivanović begon matig aan 2009. Op het toernooi van Brisbane verloor zij in de kwartfinale van de Française Amélie Mauresmo (WTA-23), nadat zij in de tweede ronde al op de rand van uitschakeling stond tegen de bijna tachtig plaatsen lager gerangschikte Italiaanse Roberta Vinci. Op de Australian Open kon zij haar resultaat van vorig jaar niet evenaren. Het doek viel al in de derde ronde voor de Servische. Zij verloor in drie sets van de Russin Alisa Klejbanova (5-7, 7-6, 2-6).
Beste resultaat van het jaar was de finaleplaats op het toernooi van Indian Wells. Zij verloor van Vera Zvonarjova uit Rusland (6-7, 2-6). Na vierde ronde resultaten op Roland Garros (als titelverdedigster) en Wimbledon, reikte Ivanović de rest van het seizoen nergens verder dan de tweede ronde. Aan het einde van 2009 twijfelde zij openlijk over haar tenniscarrière.

### 2010
Het jaar ging goed van start voor de Servische. Inmiddels afgezakt naar plaats 21 op de wereldranglijst, haalde zij op het toernooi van Brisbane de halve finale. Zij verloor van de Belgische Justine Henin. Op de Australian Open verloor zij als twintigste geplaatst van de Argentijnse Gisela Dulko.
In februari kwam zij voor Servië uit in de Fed Cup tegen Rusland. In de eerste ronde van de Wereldgroep, waarin haar land voor het eerst acteerde, verloor zij de beide partijen die zij speelde.
Ivanović leek helemaal terug te zijn op de US open van 2010⁣, maar hier versloeg Kim Clijsters haar in de vierde ronde gemakkelijk in twee sets.
In oktober won Ivanović dan toch een toernooi, dat van Linz. In de finale versloeg zij eenvoudig Patty Schnyder (6-1, 6-2 in 46 minuten).
In november won zij het Tournament of Champions op Bali. Daar versloeg zij in de finale Alisa Klejbanova (6-2, 7-6).
Ivanović sloot het jaar 2010 af als nummer 17 op de wereldranglijst. Hiermee was zij de een na beste Servische op de ranglijst. Jelena Janković stond nog boven haar. Onder haar stonden Bojana Jovanovski, Aleksandra Krunić en Ana Jovanović.

### 2011
Ivanović begon haar seizoen in Perth. Daar deed zij samen met haar landgenoot Novak Đoković mee aan de Hopman Cup. Helaas liep zij een blessure op, waarmee deelname aan de Australian Open korte tijd onzeker was. De toernooien van Brisbane en Sydney miste ze.
In een interview begin het jaar vertelde zij dat zij zich goed voelde, graag weer een grandslamtoernooi wilde winnen, en dat zij dit jaar het liefst haar opwachting terug maakte in de top tien. Op de Australian Open verloor zij echter reeds in de eerste ronde. Op Roland Garros gebeurde hetzelfde. Op Wimbledon werd zij in de derde ronde uitgeschakeld door Petra Cetkovská. Tijdens het US Open werd zij in de vierde ronde geklopt door Serena Williams. Betere resultaten boekte zij op de WTA-toernooien van Birmingham en Carlsbad – in beide gevallen bereikte zij de halve finale.
Hoewel Ivanović dit jaar geen toernooi had gewonnen, werd zij als titelverdedigster uitgenodigd voor het Tournament of Champions dat in november werd gehouden op Bali. Zij slaagde erin haar titel te verlengen zonder ook maar één set te verliezen. De finale won zij van de Spaanse Anabel Medina Garrigues (6-3, 6-0).

### 2014
Na enkele jaren waarin zij het iets rustiger aan deed, ging Ivanović in 2014 weer volop aan de gang. In het Australische seizoen startte zij met winst op het toernooi van Auckland – zij bereikte de kwartfinale op de Australian Open. In april volgde een tweede titel, op het toernooi van Monterrey en een finaleplaats in Stuttgart, waar zij Maria Sjarapova moest laten voorgaan. In het verdere gravelseizoen scoorde zij een kwartfinale in Madrid en een halve finale in Rome – op Roland Garros kwam zij niet voorbij de derde ronde. Het grasseizoen startte succesvol met de zege in Birmingham, maar op Wimbledon was nogmaals de derde ronde haar eindstation. Het hardcourtseizoen bracht haar een finaleplaats in Cincinnati, waarmee zij terugkeerde in de top tien – op de US Open zag zij slechts de tweede ronde. Haar vierde titel van dit jaar pakte zij op het WTA-toernooi van Tokio.

### Nummer één-positie
Door haar eerste grandslamzege tijdens Roland Garros in 2008 had Ana Ivanović de eerste plek op de WTA-wereldranglijst overgenomen van Maria Sjarapova. Hiermee werd zij de 17e nummer één bij de vrouwen. Deze plek heeft zij in totaal twaalf weken kunnen vasthouden alvorens hem weer te moeten afstaan, aan landgenote Jelena Janković.

## Palmares
| Legenda                | Legenda                  |
| ---------------------- | ------------------------ |
| Grandslamtoernooi      |                          |
| Olympische Spelen      |                          |
| Year-End Championships |                          |
| tot 2009               | 2009 – 2020 / vanaf 2021 |
| Tier I                 | Premier Mandatory        |
| Tier II                | Premier Five / WTA 1000  |
| Tier III               | Premier / WTA 500        |
| Tier IV & V            | International / WTA 250  |
|                        | Challenger / WTA 125     |

### WTA-finaleplaatsen enkelspel
| nr.              | finale     | toernooi                | ondergrond | tegenstandster             | score         |         |
| ---------------- | ---------- | ----------------------- | ---------- | -------------------------- | ------------- | ------- |
| gewonnen finales |            |                         |            |                            |               |         |
| 1.               | 2005-01-16 | WTA Canberra            | hardcourt  | Melinda Czink              | 7-5, 6-1      | details |
| 2.               | 2006-08-20 | WTA Montréal            | hardcourt  | Martina Hingis             | 6-2, 6-3      | details |
| 3.               | 2007-05-13 | WTA Berlijn             | gravel     | Svetlana Koeznetsova       | 3-6, 6-4, 7-6 | details |
| 4.               | 2007-08-12 | WTA Los Angeles         | hardcourt  | Nadja Petrova              | 7-5, 6-4      | details |
| 5.               | 2007-09-30 | WTA Luxemburg           | hardcourt  | Daniela Hantuchová         | 3-6, 6-4, 6-4 | details |
| 6.               | 2008-03-23 | WTA Indian Wells        | hardcourt  | Svetlana Koeznetsova       | 6-4, 6-3      | details |
| 7.               | 2008-06-07 | Roland Garros           | gravel     | Dinara Safina              | 6-4, 6-3      | details |
| 8.               | 2008-10-26 | WTA Linz                | hardcourt  | Vera Zvonarjova            | 6-2, 6-1      | details |
| 9.               | 2010-10-17 | WTA Linz                | hardcourt  | Patty Schnyder             | 6-1, 6-2      | details |
| 10.              | 2010-11-07 | Tournament of Champions | hardcourt  | Alisa Klejbanova           | 6-2, 7-6      | details |
| 11.              | 2011-11-06 | Tournament of Champions | hardcourt  | Anabel Medina Garrigues    | 6-3, 6-0      | details |
| 12.              | 2014-01-04 | WTA Auckland            | hardcourt  | Venus Williams             | 6-2, 5-7, 6-4 | details |
| 13.              | 2014-04-06 | WTA Monterrey           | hardcourt  | Jovana Jakšić              | 6-2, 6-1      | details |
| 14.              | 2014-06-15 | WTA Birmingham          | gras       | Barbora Záhlavová-Strýcová | 6-3, 6-2      | details |
| 15.              | 2014-09-21 | WTA Tokio               | hardcourt  | Caroline Wozniacki         | 6-2, 7-6      | details |
| verloren finales |            |                         |            |                            |               |         |
| 1.               | 2007-02-04 | WTA Tokio               | hardcourt  | Martina Hingis             | 4-6, 2-6      | details |
| 2.               | 2007-06-09 | Roland Garros           | gravel     | Justine Henin              | 1-6, 2-6      | details |
| 3.               | 2008-01-26 | Australian Open         | hardcourt  | Maria Sjarapova            | 5-7, 3-6      | details |
| 4.               | 2009-03-21 | WTA Indian Wells        | hardcourt  | Vera Zvonarjova            | 6-7, 2-6      | details |
| 5.               | 2013-10-13 | WTA Linz                | hardcourt  | Angelique Kerber           | 4-6, 6-7      | details |
| 6.               | 2014-04-27 | WTA Stuttgart           | gravel     | Maria Sjarapova            | 6-3, 4-6, 1-6 | details |
| 7.               | 2014-08-17 | WTA Cincinnati          | hardcourt  | Serena Williams            | 4-6, 1-6      | details |
| 8.               | 2015-01-10 | WTA Brisbane            | hardcourt  | Maria Sjarapova            | 7-6, 3-6, 3-6 | details |

### WTA-finaleplaatsen vrouwendubbelspel
| nr.              | finale     | toernooi     | ondergrond | partner         | tegenstandsters  | score         |         |
| ---------------- | ---------- | ------------ | ---------- | --------------- | ---------------- | ------------- | ------- |
| verloren finales |            |              |            |                 |                  |               |         |
| 1.               | 2006-06-19 | WTA Rosmalen | gras       | Maria Kirilenko | Yan Zi Zheng Jie | 6-3, 2-6, 2-6 | details |

### Gewonnen ITF-toernooien enkelspel
| nr. | finale     | toernooi | ondergrond | tegenstandster in finale | score         |
| --- | ---------- | -------- | ---------- | ------------------------ | ------------- |
| 1.  | 2004-02-22 | Mallorca | gravel     | Ana Timotić              | 6-1, 6-1      |
| 2.  | 2004-05-02 | Gifu     | tapijt     | Jeon Mi-ra               | 6-4, 2-6, 7-5 |
| 3.  | 2004-05-09 | Fukuoka  | tapijt     | Jarmila Gajdošová        | 6-4, 6-7, 7-6 |
| 4.  | 2004-09-12 | Fano     | gravel     | Delia Sescioreanu        | 6-2, 6-4      |
| 5.  | 2004-09-26 | Batoemi  | hardcourt  | Anna Tsjakvetadze        | 6-3, 6-3      |

## Resultaten grandslamtoernooien
| Legenda | Legenda                          |
| ------- | -------------------------------- |
| g.t.    | geen toernooi gehouden           |
| l.c.    | lagere categorie                 |
| –       | niet deelgenomen                 |
| G       | uitgeschakeld in de groepsfase   |
| 1R      | uitgeschakeld in de eerste ronde |
| 2R      | uitgeschakeld in de tweede ronde |
| 3R      | uitgeschakeld in de derde ronde  |
| 4R      | uitgeschakeld in de vierde ronde |
| KF      | uitgeschakeld in de kwartfinale  |
| HF      | uitgeschakeld in de halve finale |
| F       | de finale verloren               |
| W       | het toernooi gewonnen            |
| w-v     | winst/verlies-balans             |

### Enkelspel
| Toernooi        | 2005 | 2006 | 2007 | 2008 | 2009 | 2010 | 2011 | 2012 | 2013 | 2014 | 2015 | 2016 | w-v   |
| --------------- | ---- | ---- | ---- | ---- | ---- | ---- | ---- | ---- | ---- | ---- | ---- | ---- | ----- |
| Australian Open | 3R   | 2R   | 3R   | F    | 3R   | 2R   | 1R   | 4R   | 4R   | KF   | 1R   | 3R   | 26-12 |
| Roland Garros   | KF   | 3R   | F    | W    | 4R   | 2R   | 1R   | 3R   | 4R   | 3R   | HF   | 3R   | 37-11 |
| Wimbledon       | 3R   | 4R   | HF   | 3R   | 4R   | 1R   | 3R   | 4R   | 2R   | 3R   | 2R   | 1R   | 24-12 |
| US Open         | 2R   | 3R   | 4R   | 2R   | 1R   | 4R   | 4R   | KF   | 4R   | 2R   | 1R   | 1R   | 21-12 |

### Vrouwendubbelspel
| Toernooi        | 2005 | 2006 | 2007 |    | 2011 | w-v |
| --------------- | ---- | ---- | ---- | -- | ---- | --- |
| Australian Open | –    | –    | –    | –  | 0-0  |     |
| Roland Garros   | 1R   | –    | 1R   | –  | 0-2  |     |
| Wimbledon       | 3R   | 1R   | 1R   | 2R | 3-4  |     |
| US Open         | –    | 3R   | –    | –  | 2-1  |     |

### Gemengd dubbelspel
| Toernooi        | 2005 | 2006 |    | 2011 | w-v |
| --------------- | ---- | ---- | -- | ---- | --- |
| Australian Open | –    | 2R   | –  | 1-1  |     |
| Roland Garros   | 2R   | –    | –  | 1-0  |     |
| Wimbledon       | –    | –    | –  | 0-0  |     |
| US Open         | –    | –    | 1R | 0-1  |     |

## Persoonlijk
Ivanović trouwde op 12 juli 2016 met Bastian Schweinsteiger. In maart 2018 kreeg zij hun eerste zoon; in augustus 2019 de tweede.